# Johann Joseph Klein
Johann Joseph Klein (* 24. August 1740 in Arnstadt; † 25. Juni 1823 in Kahla) war ein deutscher Musiktheoretiker.

## Leben und Werk
Johann Joseph Klein wirkte als Rechtsanwalt in Eisenberg (Thüringen). Er schrieb Versuch eines Lehrbuchs der practischen Musik (Gera 1783), Lehrbuch der theoretischen Musik (Leipzig und Gera 1801), Neues vollständiges Choralbuch mit einer Einleitung über Choralmusik (Rudolstadt 1785, 1802) sowie einige Artikel für die Allgemeine musikalische Zeitung.